# وودساید (استرالیای جنوبی)
وودساید (به انگلیسی: Woodside) یک شهرک در استرالیا است که در استرالیای جنوبی واقع شده‌است.